# Paolo Buchner
Paul Ernst Christof Buchner, meglio conosciuto come Paolo Buchner (Norimberga, 12 aprile 1886 – Ischia, 19 ottobre 1978), è stato uno zoologo e citologo tedesco.

## La carriera accademica in Germania
Suo padre, il medico naturalista Wilhelm Buchner, fu ben lieto di avviarlo agli studi di botanica, ma ben presto l'interesse del giovane Paul si rivelò la zoologia. Per questo motivo egli frequentò l'università di Würzburg e successivamente quella di Monaco, che vantava maestri nella materia come il prof. R. Goldschmidt. Qui si laureò con una tesi sugli eteronomosomi degli ortotteri con la presentazione dello stesso prof. Goldschmidt. Nel 1909 ottenne un dottorato con Richard Hertwig e l'abilitazione all'insegnamento nel 1912.
Nel 1910, grazie a una borsa di studio, si recò a Napoli per approfondire le sue ricerche presso la stazione zoologica Anton Dohrn, frequentata al tempo da molti studiosi di biologia. A Napoli ebbe modo di conoscere Antonio Pierantoni, docente dell'istituto di zoologia dell'università partenopea, che contemporaneamente ad un altro studioso di origine polacca (ma in maniera indipendente) avrebbe dato inizio con le sue intuizioni agli studi sulla endosimbiosi animale, nei quali Buchner sarebbe diventato un caposcuola. Attraverso le sue scoperte sulla trasmissione dei conviventi microbi dal corpo materno alle uova, fu possibile traghettare verso nuovi sviluppi lo studio spallanzaniano della generazione dei microorganismi.
In quegli stessi anni conobbe Massimiliana Coppa, giovane allieva di belle arti di Gorizia, allora ancora austro - ungarica, a Monaco per seguire le lezioni di nudo all'istituto d'arte della città, lezioni proibite altrove alle donne. I due si sposarono nel 1913 e l'anno successivo nacque il loro unico figlio Giorgio, il futuro archeologo.
Nel 1923 fu nominato professore all'università di Würzburg e nel 1927 si trasferì all'istituto zoologico di Breslavia. Nel 1938 fu infine nominato successore di Johannes Meisenheimers all'Università di Lipsia.

## Gli studi su Ischia
Nel 1927 Buchner aveva acquistato ad Ischia, che aveva avuto modo di conoscere durante l'anno trascorso a Napoli, un terreno a vigneto, sulla collina di S. Alessandro, su cui costruì tra il 1928 e il 1930 una casa per le vacanze in puro stile mediterraneo. Sull'isola si stabilirà definitivamente dal 1944 dove continuerà i suoi studi di natura scientifica, dando alle stampe circa 112 opere tra articoli, relazioni e volumi, intervallando le opere scientifiche con vari scritti riguardanti Ischia.
Di Ischia prese a studiare i vari aspetti dell'origine e della storia, fondando nel 1944 assieme a monsignor Onofrio Buonocore il Centro studi sull'Isola d'Ischia. Significativi anche i lavori sulla cronologia delle eruzioni vulcaniche e sul termalismo.
Nel 1939 diede alle stampe Case di pietra ad Ischia, affascinato dalle antiche abitazioni scavate nei grossi blocchi di tufo staccatisi in tempi remoti dalla parte alta dell'Epomeo.
Elaborò poi uno studio denominato La geologia dell'Isola d'Ischia, una Storia delle terme di Porto d'Ischia e nel 1971 realizzò uno studio monografico su Jacques E. Chevalley de Rivaz, il medico franco-svizzero della corte borbonica che diede forte impulso al termalismo ischitano.
Una delle opere più importanti di Buchner è comunque la monografia sull'illustre clinico e filosofo Giulio Iasolino, pubblicata da Rizzoli nel 1958, che riportò alla luce lo studio svolto nel Cinquecento da Iasolino sulle sorgenti termali presenti sull'isola.
Nel 1968 raccolse le memorie, le lettere e i diari dei viaggiatori del passato giunti sull'isola e ne pubblicò un compendio nel libro Gast auf Ischia, apparso successivamente anche in versione italiana col titolo Ospite a Ischia.

### Riconoscimenti accademici
Per il contributo profuso alla ricerca scientifica gli furono conferire tre lauree honoris causa: in medicina nel 1958; in scienze biologiche nel 1959; in scienze naturali nel 1960.

### Libri di Buchner
- Paolo Buchner, Giulio Iasolino, Rizzoli, Milano, 1958
- Paolo Buchner, Ospite a Ischia. Lettere e memorie dei secoli passati, Imagaenaria, 2002